# Denís Smislov
Denís Aleksàndrovitx Smislov (en rus Денис Александрович Смыслов, Leningrad, 5 de gener de 1979) va ser un ciclista rus, que competí en pista i en ruta.
Del seu palmarès destaca una medalla de bronze als Campionat del món de Persecució per equips.

## Palmarès en pista

### Resultats a laCopa del Món en pista
- 2000
  - 1r a Moscou, en Persecució per equips
- 2002
  - 1r a Moscou, en Persecució per equips